# Gonaxia constricta
Gonaxia constricta är en nässeldjursart som först beskrevs av Totton 1930.  Gonaxia constricta ingår i släktet Gonaxia och familjen Sertulariidae. Inga underarter finns listade i Catalogue of Life.